# Bozalan
Bozalan ist ein Dorf im Landkreis Buldan der türkischen Provinz Denizli. Bozalan liegt etwa 51 km nordwestlich der Provinzhauptstadt Denizli und 10 km nordöstlich von Buldan. Bozalan hatte laut der letzten Volkszählung 439 Einwohner (Stand Ende Dezember 2010).